# BGN/PCGN-Transkription
Eine BGN/PCGN-Transkription (englisch BGN/PCGN romanization), zumeist abgekürzt als BGN/PCGN oder auch nur BGN bezeichnet, ist eine Transkriptions- bzw. Umschrift-Konvention für jeweils eine ein nichtlateinisches Schriftsystem verwendende Sprache in die lateinische Schrift, die gemeinsam vom United States Board on Geographic Names (BGN) und dem Permanent Committee on Geographical Names for British Official Use (PCGN) anerkannt ist und verwaltet wird.
Diese Konventionen werden von den genannten Organisationen für geografische Bezeichnungen bereitgestellt. Im englischsprachigen Raum findet man ihre Anwendung auch für Personennamen (neben anderen Systemen wie beispielsweise ALA-LC).
Ein Überblick über Details dieser gemeinsam verwalteten Systeme findet sich in der 2012 erschienenen Veröffentlichung Romanization Systems and Policies der National Geospatial-Intelligence Agency, die die 1994 erschienene Veröffentlichung Romanization Systems and Roman-Script Spelling Conventions des BGN ersetzt.
Transkriptionssysteme und Rechtschreibkonventionen für einzelne Sprachen wurden und werden im Laufe der Jahre nach und nach bereitgestellt. Die jeweils aktuelle Liste findet sich auf der Internetseite der National Geospatial-Intelligence Agency.